# C. J. Ramone
Pour les articles homonymes, voir Ramone (homonymie) et Ward.
Cet article possède un paronyme, voir Christopher Ward.
C.J. Ramone, né Christopher Joseph Ward le 8 octobre 1965, est le dernier bassiste, et le plus jeune membre du groupe punk rock américain The Ramones.

## Biographie

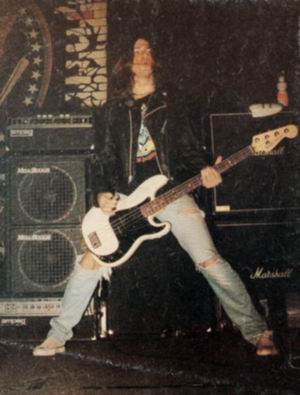
C. J. Ramone lors d'un concert en 1991.

Il a grandi dans le quartier du Queens, à New York et se joint aux Ramones en 1989, peu avant ses 24 ans (alors que les autres Ramones atteignaient presque la quarantaine), pour y demeurer jusqu'à la dissolution du quatuor le 6 août 1996. Il est apparu pour la première fois sur scène comme membre des Ramones le 30 septembre 1989 à Leicester en Angleterre. C.J. a remplacé le bassiste original Dee Dee Ramone. On retrouve ses initiales sur le dernier logo produit par le groupe, dans les années 1990.
C'est C.J. Ramone qui a suggéré au groupe de reprendre la chanson de Tom Waits « I Don't Wanna Grow Up », qui fut enregistrée pour l'album ¡Adios Amigos!.
En 1998, il continue la musique avec Los Gusanos et en 2000 The Warm Jets renommé Bad Chopper

## Anecdotes
- Le guitariste Johnny Ramone déclarait qu'il avait su immédiatement, lors de l'audition où C.J. est apparu, qu'il serait le bassiste idéal, parce qu'il avait le « look qu'il fallait ». Johnny a aussi mentionné que l'arrivée de C.J. Ramone était la bienvenue, puisque son prédécesseur, Dee Dee, était selon lui devenu « indésirable », surtout en raison de sa consommation de drogues.
- Lors de l'intronisation des Ramones au Rock and Roll Hall of Fame (le Temple de la renommée du rock and roll), en 2002, le batteur original du groupe, Tommy Ramone, a crédité C.J. pour avoir « gardé le groupe jeune ».
- C.J. Ramone a épousé la nièce du dernier batteur des Ramones, Marky.
- Avant de se joindre aux Ramones, il a été membre des Marines américains.